# UFC on ESPN: Lewis vs. Teixeira
UFC on ESPN: Lewis vs. Teixeira (también conocido como UFC on ESPN 70) fue un evento de artes marciales mixtas producido por Ultimate Fighting Championship que se llevó a cabo el 12 de julio de 2025 en el Bridgestone Arena en Nashville, Tennessee, Estados Unidos.

## Antecedentes
El evento marcó la séptima visita de la promoción a Nashville y la primera desde UFC on ESPN: Sandhagen vs. Font en agosto de 2023.
Se espera que una pelea de peso pesado entre el ex retador al Campeonato de Peso Pesado de UFC Derrick Lewis y el prospecto invicto Tallison Teixeira encabece el evento.
Se espera que Junior Tafa se enfrente a Tuco Tokkos en una pelea de peso semipesado en este evento. Originalmente estaban programados para competir en UFC en ESPN: Sandhagen vs. Figueiredo en mayo, pero tanto Tafa como Tokkos se vieron obligados a retirarse debido a una lesión.
Para este evento estaba prevista una pelea de peso mediano entre Ateba Abega Gautier y Robert Valentin. Sin embargo, la pelea se trasladó a UFC 318 una semana después por razones desconocidas.

## Bonificaciones
Los siguientes peleadores recibieron bonificaciones de 50.000 dólares.
- Pelea de la Noche: Morgan Charrière vs. Nate Landwehr
- Actuación de la Noche: Valter Walker y Fatima Kline